# Luthrodes damoeus
Luthrodes damoeus är en fjärilsart som beskrevs av Jean Baptiste Godart. Luthrodes damoeus ingår i släktet Luthrodes och familjen juvelvingar. Inga underarter finns listade i Catalogue of Life.